# Voroncovskaja
Voroncovskaja (in russo Воронцовская?) è una stazione della Metropolitana di Mosca situata sulla Linea Bol'šaja kol'cevaja. Inaugurata il 7 dicembre 2021, serve il quartiere di Obručevskij.